# Willem Janssen (Fußballspieler, 1986)
Willem Janssen (* 4. Juli 1986 in Nijmegen) ist ein ehemaliger niederländischer Fußballspieler und heutiger -trainer. Zur Zeit steht er beim FC Utrecht in der Jugendabteilung unter Vertrag.

## Karriere als Spieler

### Vereinskarriere
Willem Janssen begann seine Fußballlaufbahn als Kind bei EWC’46 in Well an der Maas. Von dort kam er in die Jugendausbildung der VVV-Venlo. In der Saison 2004/05 gab er sein Debüt in der Eerste Divisie, als er am 20. August 2004 im Heimspiel gegen Excelsior Rotterdam in der 73. Minute für Van Loenhout eingewechselt wurde. Schon zwei Spieltage später stand er in der Startelf und erzielte wiederum zwei Wochen später im Match beim FC Zwolle als „Joker“ sein erstes Ligator zum 2:2-Endstand.
Der 1,86 Meter große Mittelfeld-Allrounder avancierte bereits in seiner ersten Saison zu einem wichtigen Ergänzungsspieler der VVV. In 27 Ligaeinsätzen erzielte er zwei Treffer. In der Saison 2005/06 konnte er seine Stärke im zentralen Mittelfeld unter Beweis stellen und eroberte sich bald einen Stammplatz. Mit ihm erreichte VVV dreimal die Relegationsrunde, 2007 gelang dem Team der Aufstieg.
Zu diesem Zeitpunkt stand Janssens Wechsel nach Kerkrade zu Roda JC bereits fest. Hier fand er mit Marcel Meeuwis, Elbekay Bouchiba, dem von RSC Anderlecht gekommenen Cheik Tioté und dem von Willem II Tilburg verpflichteten Anouar Hadouir starke Konkurrenten vor, konnte sich jedoch im Laufe der Saison in die Stammelf von Trainer Raymond Atteveld spielen und wurde U-21-Nationalspieler. In der Folgesaison kämpfte die Mannschaft gegen den Abstieg und konnte erst in der Relegation knapp die Klasse halten. Seine beste Zeit bei Roda JC hatte Janssen nach eigener Aussage seit der Winterpause der Saison 2009/10, nach der das Roda-Team insgesamt eine Leistungssteigerung durchmachte und sich die nächsten zwei Spielzeiten im gesicherten Mittelfeld festsetzte.
Janssen beschreibt sich selbst als „Teamspieler“, der die Kombinationen suche und über Laufvermögen verfüge. Eine seiner Qualitäten sei, dass er schnell in den freien Raum hinter der gegnerischen Verteidigung vorstoßen und so auch selbst für Tore sorgen könne.
Im Februar 2011 wurde bekannt, dass er zur Saison 2011/12 zum FC Twente nach Enschede wechselt, bei dem er einen Vierjahresvertrag unterschrieb. Am 20. Juni 2011 nahm er erstmals am Training der Tukkers teil. Nach zwei Jahren wurde er im Sommer 2013 an den FC Utrecht ausgeliehen.
Zur Saison 2014/2015 wechselte er fest zum FC Utrecht, wo er bis zu seinem Karriereende im Sommer 2022 über 200 Mal auf dem Platz stand.

### Nationalmannschaft
Mit Jong Oranje nahm Janssen wie sein ivorischer Mannschaftskamerad Sekou Cissé neben Ruud Vormer, Leroy George und dem späteren A-Nationalspieler Eljero Elia 2008 am Turnier von Toulon teil, bei dem die Niederlande den fünften Platz belegten.

## Karriere als Vereinsfunktionär
Im Juli 2022 wurde er technischer Direktor bei VVV Venlo. Nach 1 Jahr kehrte er als Individualtrainer zum FC Utrecht zurück. Mittlerweile arbeitet er als Co-Trainer im Nachwuchsbereich des Vereins.